# أتيبا هاتشينسون

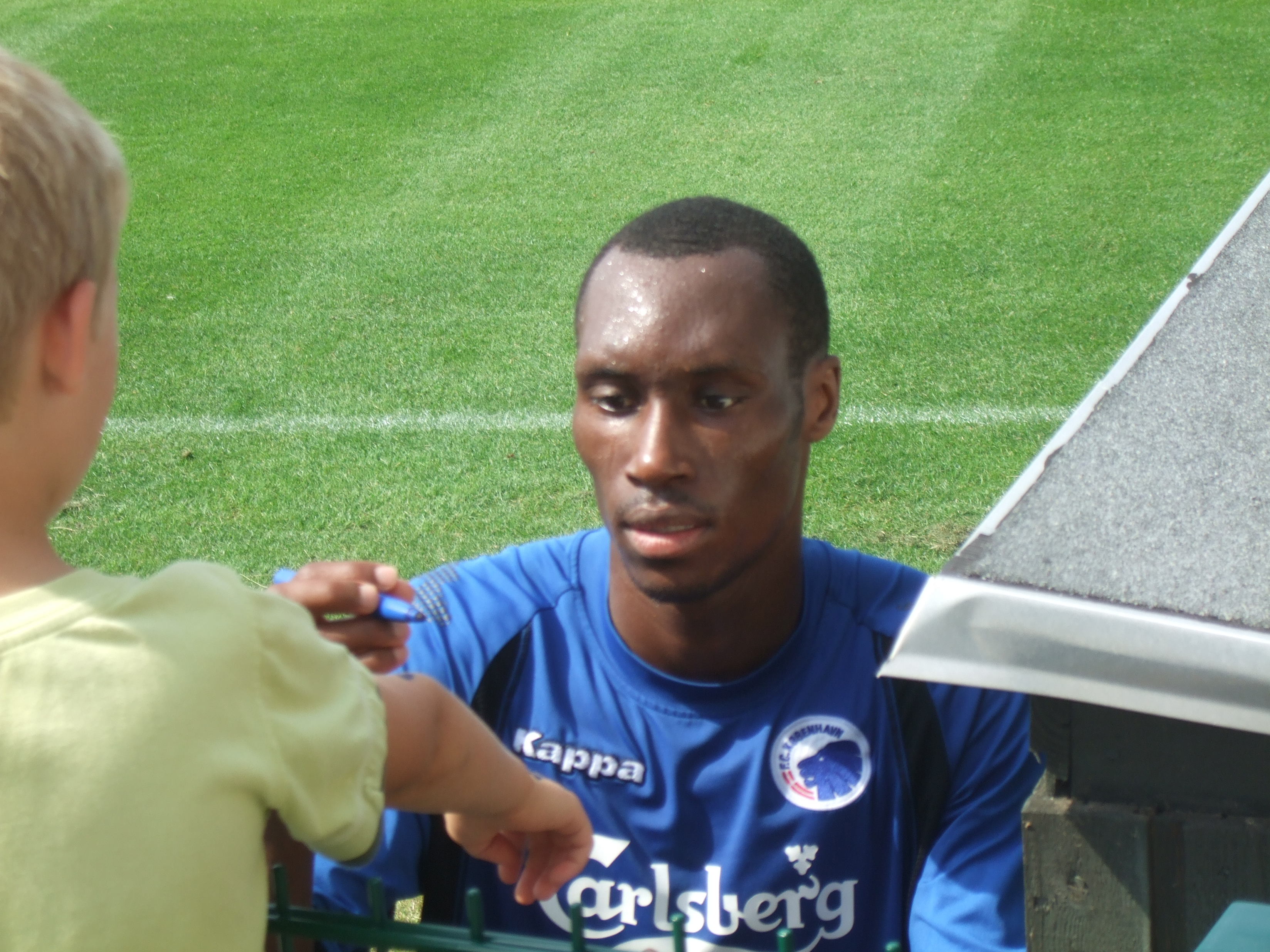

أتيبا هاتشينسون (بالإنجليزية: Atiba Hutchinson)‏ (مواليد 8 فبراير 1983 في برامبتون، كندا) لاعب كرة قدم كندي دولي يجيد اللعب في خط الوسط. لعب لصالح نادي آيندهوفن الهولندي بين 2010-2013. يلعب هاتشينسون مع نادي بشكتاش في الدوري التركي الممتاز منذ 2013. ويلعب مع منتخب كندا لكرة القدم منذ 2003 وسجل سبع أهداف معه.